# Christian Asinelli
Christian Gonzalo Asinelli (Ciudad de Buenos Aires, 11 de octubre de 1975) es un politólogo y autor argentino. Desde agosto de 2021 se desempeña como Vicepresidente Corporativo de Programación Estratégica del CAF-Banco de Desarrollo de América Latina. Previamente había ocupado el cargo de Subsecretario de Relaciones Financieras Internacionales para el Desarrollo de la Secretaría de Asuntos Estratégicos de la Presidencia de la Nación, y se desempeñó también como Gobernador Suplente ante el Banco Mundial, el Fondo Internacional de Desarrollo Agrícola, el Banco Centroamericano de Integración Económica, el Banco Interamericano de Desarrollo y el Banco Africano de Desarrollo; como Director Suplente ante el Banco de Desarrollo de América Latina y como Director Titular ante el Banco de Desarrollo y FONPLATA.

## Primeros años y estudios
Asinelli nació en Palermo, Ciudad Autónoma de Buenos Aires. Cursó una Licenciatura en Ciencias Políticas en la Escuela de Ciencias Políticas de la Pontificia Universidad Católica Argentina Santa María de los Buenos Aires. Más adelante obtuvo un Posgrado en Economía Urbana en la Universidad Torcuato Di Tella, una Maestría en Administración y Políticas Públicas en la Universidad de San Andrés y un Doctorado en Ciencia Política en la Universidad Nacional de General San Martín.
Fue becario además del Hubert Humphrey Fellowship Program, becario Fulbright y miembro del Programa Especial de Estudios Urbanos y Regionales del Instituto Tecnológico de Massachusetts.

## Carrera
Entre 2005 y 2007, Asinelli ofició como Director Nacional Alterno del Proyecto de Modernización del Estado de la Jefatura de Gabinete de Ministros de la Nación. Acto seguido se convirtió en Legislador de la Ciudad Autónoma de Buenos Aires, cargo que ejerció hasta el 2011. Ese mismo año empezó a ejercer como Subsecretario de Evaluación de Proyectos con Financiamiento Externo de la Jefatura de Gabinete de Ministros de la Nación hasta marzo de 2014. Un mes después empezó a trabajar como Director Corporativo de Desarrollo Institucional de CAF–Banco de Desarrollo de América Latina, permaneciendo en el cargo hasta junio de 2017.
En septiembre de 2018, Asinelli se reunió en El Vaticano con el Papa Francisco, el director de la ONG Scholas Ocurrentes José María del Corral y el músico irlandés Bono en el marco de las actividades de la mencionada ONG para apoyar proyectos de educación y desarrollo liderados por esta institución. En 2019 fue disertante en la conferencia de conmemoración de los 50 años de fundación del Programa Especial de Estudios Urbanos y Regionales del Instituto Tecnológico de Massachusetts. En 2019 se desempeñó como presidente de la Fundación Banco Ciudad de Buenos Aires.
Durante su carrera ha publicado varios libros y artículos, entre los que destacan Buenos Aires: La ciudad que tenemos, la ciudad que queremos (2009), Modernización del Estado Argentino: escenarios y práctica profesional (2015) y Financiando el Desarrollo: El rol de la banca multilateral en América Latina (2021).

### Trayectoria política
Entre 1996 y 1998, Asinelli se desempeñó como Consejero Delegado de la Juventud Peronista, elegido por el Partido Justicialista de la Ciudad de Buenos Aires. En 1998 se convirtió en Vicepresidente del movimiento y miembro del Consejo Metropolitano del Partido Justicialista, cargos que ocupó hasta el año 2000. Siguió vinculado al Partido Justicialista de Buenos Aires, ocupando los cargos de Secretario de Relaciones Internacionales, Miembro del Consejo Metropolitano y Congresal Nacional de la Juventud Peronista entre 2005 y 2007.
De 2007 a 2009 se desempeñó como Secretario General y miembro del Consejo Metropolitano del Partido Justicialista. Entre 2009 y 2014 ofició como Vicepresidente Segundo y miembro del Consejo Metropolitano del partido. Un año después fue elegido Congresal Metropolitano del Partido Justicialista de la Ciudad de Buenos Aires, permaneciendo en el cargo hasta el año 2018.

## Reconocimientos
- 1998 - Programa Jóvenes Líderes de América por el Banco Interamericano de Desarrollo.
- 2006 - Personnalités d’avenir por el Ministerio de Relaciones Exteriores de Francia.[21]
- 2012 - Programa de Líderes Emergentes por Banco de Desarrollo de América Latina.
- 2015 - Programa de Líderes Internacionales por el Ministerio de Relaciones Exteriores y de la Mancomunidad de Naciones.

## Publicaciones destacadas
- 2021 - Financiando el desarrollo: El rol de la banca multilateral en América Latina.
- 2015 - Modernización del Estado Argentino: escenarios y práctica profesional. Fondo Editorial del Consejo de Ciencias Económicas.
- 2009 - Buenos Aires: La ciudad que tenemos, la ciudad que queremos.
- 2008 -  The Legislative Branches in the State Modernization: The Case of E-government in the City of Buenos Aires, en Perspectivas, Desafíos e Innovaciones en la Gestión Pública.
- 2007 - Argentine State Modernization Process: Features and Differences of an Innovative and Selfcentered Thinking, en Perspectivas y Desafíos en la Gestión Pública.
- 2006 - State Modernization in Argentina, en Modernización del Estado.